# Переляк
Переляк — рефлекторна реакція на можливу небезпеку. До складу реакції зазвичай входить здригування, розширення зіниць,діарея, застигання тіла, заїкання, інколи буває сечовипускання, дефекація, відчуття холоду. При дуже сильному переляку особливо у дітей можлива втрати мови (тимчасово, або на все життя),параліч, епілепсія, повний дихальний колапс, що може призвести навіть до смерті. Згідно із Зігмундом Фрейдом, переляк підкреслює дію небезпеки, коли не було готовності до страху.